# Château de Rocheplatte

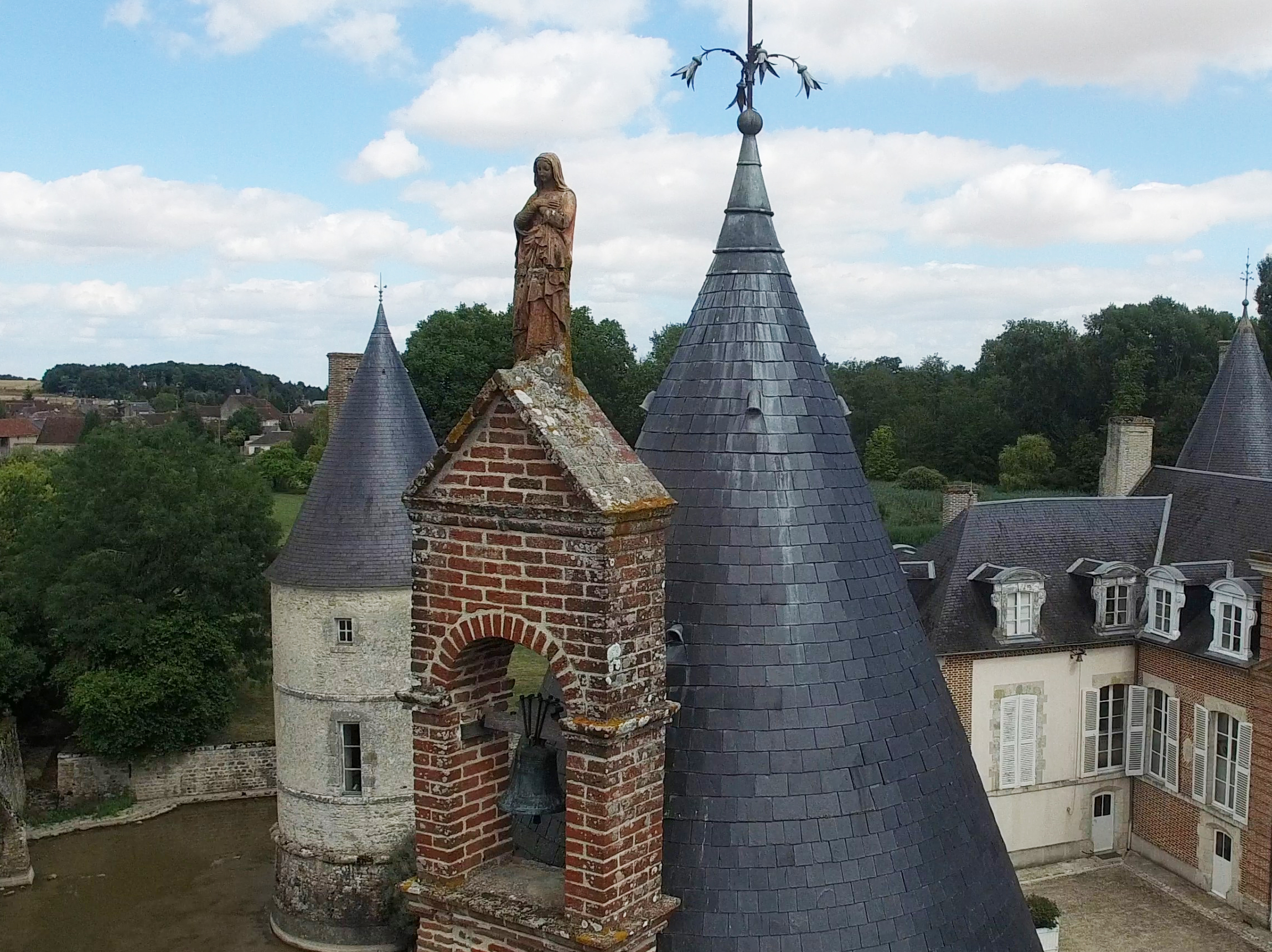
Chapelle de Rocheplatte

Le château de Rocheplatte est un château situé à Aulnay-la-Rivière, dans le département du Loiret en région Centre-Val de Loire.

## Histoire
Située dans le domaine royal à la fin du Xe siècle, la Seigneurie des Grèves appartient aux Seigneurs de Pithiviers.
Proche des possessions de l'abbaye de Fleury, telles que la place forte de Yèvres-le-Châtel, la Seigneurie des Grèves est l'une de ces forteresses de la Beauce tenues par des vassaux indisciplinés du Roi, dont les moines se plaignent.
Avant que la ruine force les Pithiviers à céder les Grèves, l'un de ses derniers fameux visiteurs est Gilles de Rais, mieux connu comme "Barbe Bleue".
En 1676, la dernière vente du château a lieu et une famille d'Orléans entreprend d'importants travaux. À compter de cette date, il n'est transmis que par héritage.
Le 7 avril 1834, Jenny Crublier de Fougères (1816-1885) épouse à Etrechet dans l'Indre Charles-Joseph de Montbel (1811-1840), dont elle a une fille, Marie-Luce de Montbel (1835-1920). Mais, en 1840, Charles-Joseph de Montbel meurt. Jenny Crublier de Fougères épouse en secondes noces Albert Florizel de Drouin (1798-1893), comte de Rocheplatte, sans postérité, tandis que sa fille Marie-Luce de Montbel épouse Arthur de La Rochefoucauld, fils du duc d'Estissac, Alexandre-Jules de La Rochefoucauld.
Le comte de Rocheplatte fait du fils de ces derniers, Xavier de La Rochefoucauld-Montbel (1867-1942), son héritier. En 1893, le château de Rocheplatte devient une propriété de la Maison de La Rochefoucauld.
Xavier de La Rochefoucauld-Montbel fut notamment proche d'Albert de Mun (1841-1914).
Le 27 septembre 1890, il épouse Marie du Val de Bonneval (1871-1946), fille du marquis de Bonneval (1837-1887) et d'Isabelle Suchet d'Albufera (1847-1933), descendante du maréchal d'Empire, Louis-Gabriel Suchet (1770-1826).
Leur fille, Solange de La Rochefoucauld-Montbel (1894-1955) épouse le prince Paul Murat (1893-1964), fils du 5e Prince Murat (1856-1932) et de Cécile Ney d'Elchingen (1867-1960).
Paul Murat descend de Joachim Murat (1767-1815), cavalier fameux, maréchal d'Empire, grand-duc de Berg et de Clèves, roi de Naples et beau-frère de          l'Empereur Napoléon Ier (1769-1821), et de son épouse Caroline Bonaparte (1782-1839), ainsi que du maréchal Ney (1769-1815) par sa mère, la princesse Cécile.
Le maréchal Ney est notamment défendu en 1815 par le fameux avocat Pierre-Antoine Berryer (1790-1868), ami intime du comte de Rocheplatte et propriétaire du château d'Augerville à quelques kilomètres de là.
Le prince Paul et la princesse Solange reprennent Rocheplatte en 1919.
Capitaine du 29e Dragons durant la Première Guerre mondiale, Paul Murat entre le premier dans Monastir libéré. Plus tard, il est président de la Ligue pour la protection des oiseaux.
Leur fils, le prince Louis Murat (1920-2004), épouse Isabelle d'Harcourt (1927-1993), fille du comte Bruno d'Harcourt (1899-1930) et de la princesse Isabelle d'Orléans (1900-1983), sœur aînée du comte de Paris.
Le prince Louis et la princesse Isabelle reçoivent à plusieurs reprises à Rocheplatte Jacqueline Bouvier (1929-1994), connue comme Jackie Kennedy.
Ingénieur, le prince Louis a notamment construit la base aérienne de Nouasseur, devenue l'aéroport Mohammed-V de Casablanca.

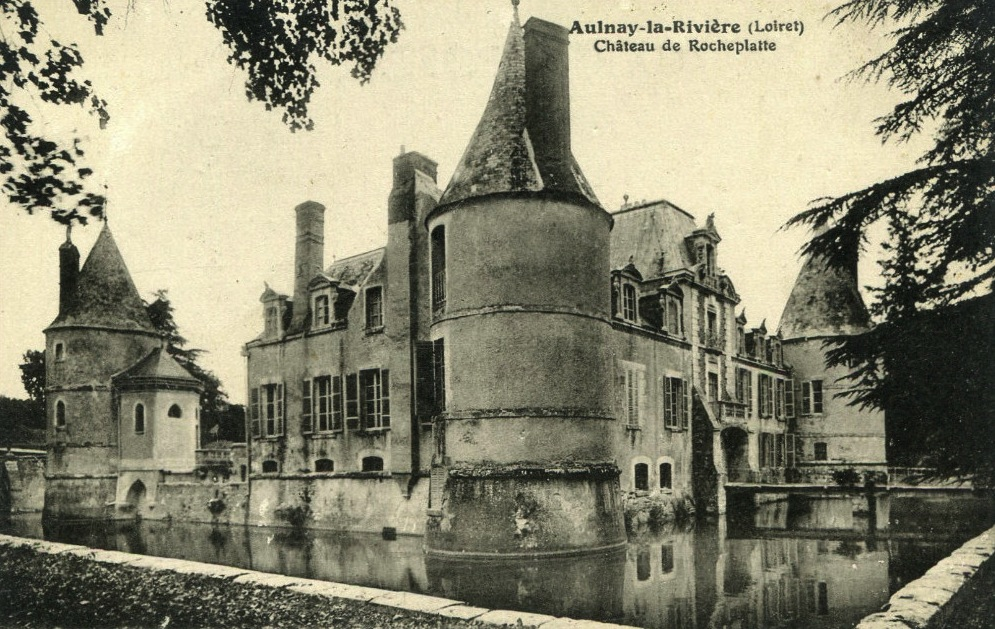
Carte postale

## Description

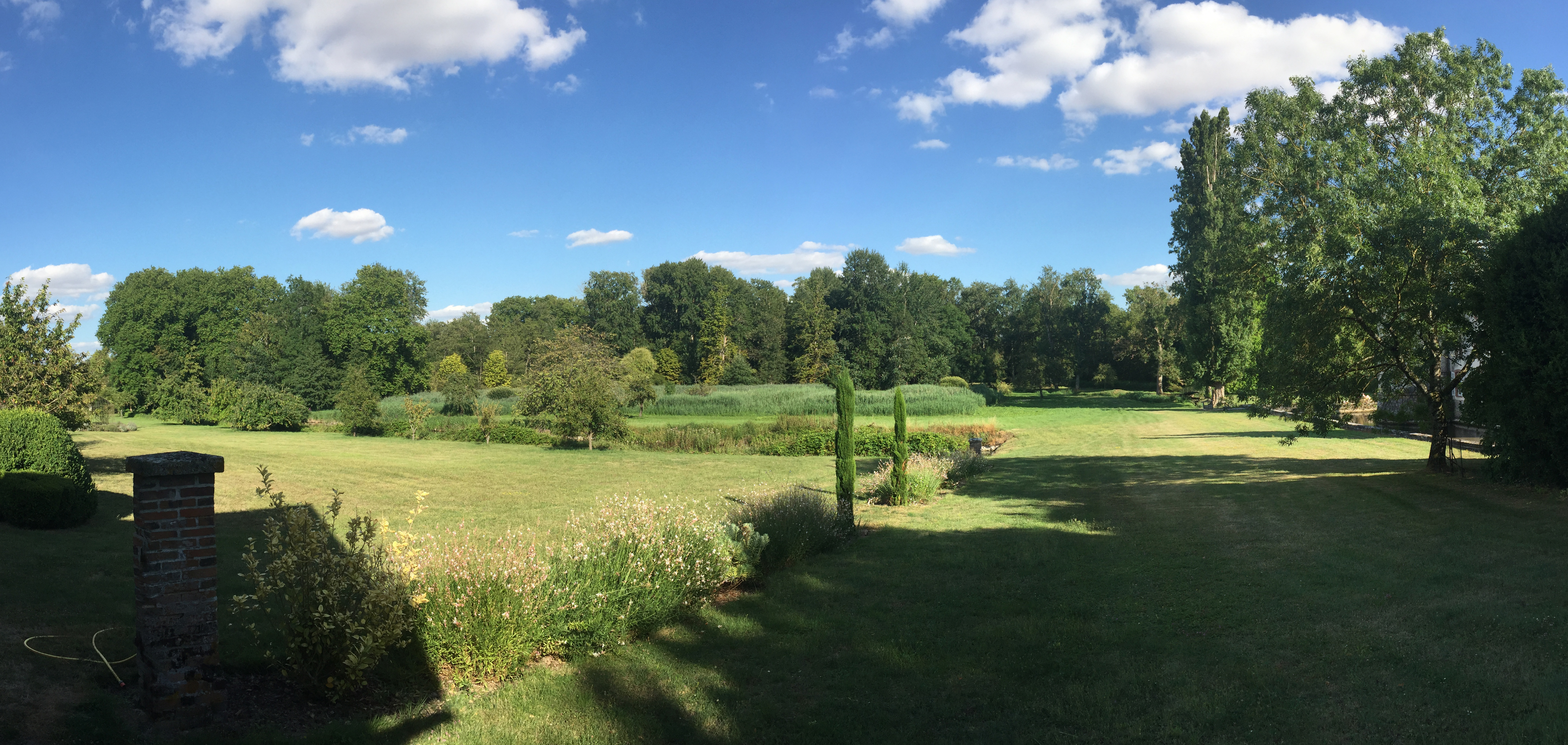
Parc

La Seigneurie des Grèves est détruite en 1480.
Au XVIIIe et au XIXe siècles, d'importants travaux donnent sa physionomie au château de Rocheplatte.
Le parc comporte des essences introduites dans la région par le botaniste Duhamel du Monceau (1700-1782).
Une crypte gothique du XIIIe siècle y est classée Monument Historique en 1973.
Au XIXe, une chapelle est aménagée pour Monseigneur Dupanloup (1802-1878), évêque d'Orléans.
Le parc du château et sa crypte gothique sont ouverts au public seulement une partie de l'été. L'intérieur du château n'est pas classé Monument Historique et ne se visite pas.

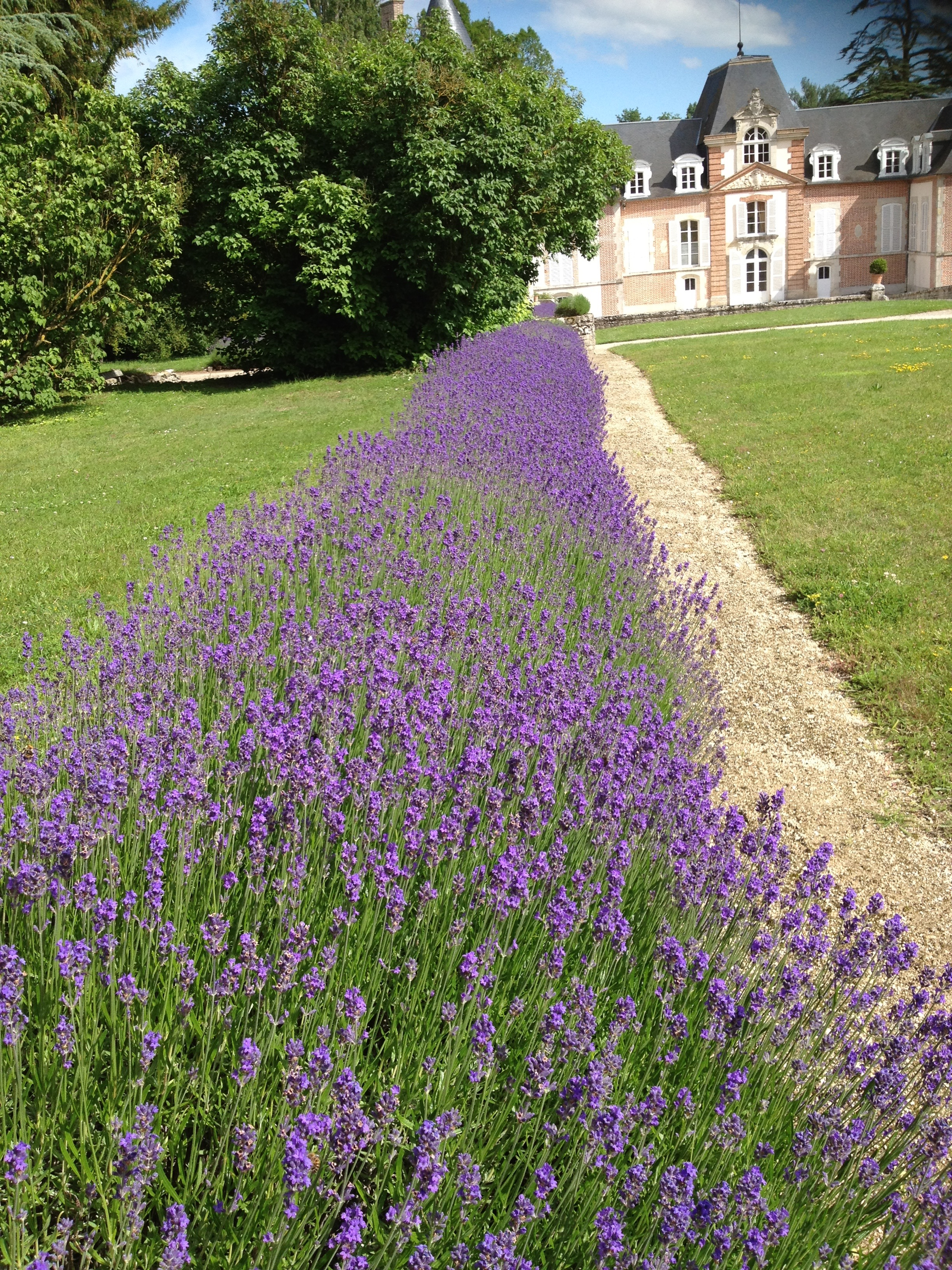
Lavandes

## Géographie
Le château de Rocheplatte est situé sur le territoire de la commune d'Aulnay-la-Rivière (Loiret), à l'ouest du centre-ville, dans la région naturelle du Bassin parisien, le long des cours de l'Œuf et de la Rimarde.
L'Essonne se forme dans le parc de Rocheplatte.
Depuis Aulnay-la-Rivière, le château est accessible via la route départementale 26.

## Personnalités liées au château
- Florizel Louis de Drouin (1767-1852), militaire et politicien français, ancien propriétaire du château.
- Henri Louis Duhamel du Monceau (1700-1782), botaniste.
- Joachim Murat (1767-1815), maréchal d'Empire, roi de Naples et beau-frère de Napoléon Ier.
- Maison de La Rochefoucauld.
- Isabelle d'Orléans (1900-1983), fille aînée de Jean d'Orléans (1874-1940), duc de Guise, et d'Isabelle d'Orléans (1878-1961), duchesse de Guise.
- Félix Dupanloup (1802-1878), évêque d'Orléans.
- Jacqueline Bouvier (1929-1994).